# Ezequiel Cabeza de Baca
Ezequiel Cabeza de Baca (* 1. November 1864 in Las Vegas, New-Mexico-Territorium; † 18. Februar 1917 in Santa Fe, New Mexico) war ein US-amerikanischer Politiker und im Jahr 1917 der zweite Gouverneur des Bundesstaates New Mexico.

## Leben
De Baca wurde an Bekenntnisschulen in seiner Heimat erzogen. Später besuchte er das Las Vegas College. Danach arbeitete er als Lehrer und Postangestellter. Er war außerdem Journalist und arbeitete für eine spanischsprachige Zeitung.
De Baca war Mitglied der Demokratischen Partei. Seine erste öffentliche Anstellung erhielt er als stellvertretender Protokollführer des Bezirksgerichts im San Miguel County. Im Juli 1900 war er Delegierter zur Democratic National Convention in Kansas City. Zwischen 1912 und 1917 war er der erste Vizegouverneur des im Jahr 1912 entstandenen Bundesstaates New Mexico. Am 7. November 1916 wurde er mit 49:47 Prozent der Stimmen gegen den Republikaner Holm O. Bursum zum Gouverneur seines Staates gewählt. Wenige Wochen nach seiner Amtseinführung am 1. Januar 1917 erkrankte der Gouverneur und starb am 18. Februar desselben Jahres nach nur 49 Tagen im Amt. Zusammen mit seiner Frau Margarita hatte er neun Kinder.